# Ipsilon sovka
Ipsilon sovka (znanstveno ime Agrotis ipsilon) je vrsta sovk, ki je škodljivec kmetijskih rastlin.

## Opis in biologija
Odrasel metulj meri čez krila od 35 do 50 mm. Prednja krila so rdečkasto rjava z značilno črno črtico, ki poteka ob ledvičasti pegi proti vrhu kril in tvori obliko grške črke ipsilon, po kateri je metulj dobil ime.. Zadnja krila so svetlo siva, obrobljena s temnim robom. Jajčeca v premeru merijo 0,5 mm in so na začetku mlečno bela, kmalu pa potemnijo in postanejo temno vijoličasta. Razvoj jajčec poteka od 3 do 6 dni. Samice jajčeca odlagajo posamično ali v skupinah, v katerih je lahko celo od 1200 do 1900 jajčec, na pritlehne liste gostiteljskih rastlin. Kadar ne najdejo ustreznih listov jajčeca odložijo na odmrle rastline, nikoli pa jih ne odlagajo na tla. 
Odrasle gosenice dosežejo v dolžino od 37 do 50 mm in so svetleče rjavosive do črne barve, s temnejšo hrbtno in svetlejšima bočnima črtama. Trebušna stran gosenice je zelenkasto siva, glava pa je najpogosteje svetlo rjava. Gosenice v 20 do 40 dnevih preidejo skozi 5 do 9 stadijev. Od četrtega stadija naprej postanejo gosenice občutljive na svetlobo in se žez dan zakopavajo v zemljo. Buba je rjava, dolga med 19 in 25 mm in široka 5 do 6 mm. Vrsta se zabubi v zemlji, med 3 in 12 mm globoko. Stopnja bube traja med 12 in 20 dni. Ipsilon sovka spada med izrazite selivce, saj v ugodnih pomladih metulji priletijo iz sredozemskih dežel. Ob množičnih pojavih lahko gosenice povzročijo precejšnjo škodo. Najpogosteje napada koruzo, repo, lucerno, konopljo, paradižnik in nekatere druge rastlinske vrste. Do četrtega stadija se gosenice hranijo z listi gostiteljskih rastlin, od četrtega stadija naprej pa pregrizejo stebla napadenih rastlin pri tleh. 
Vrsta ima v Evropi in kanadi od enega do dva, v določenih delih ZDA pa tri oziroma štiri rodove letno. Običajno je najštevilčnejši in gospodarsko najpomembnejši prvi, spomladanski rod. Ipsilon sovka prezimuje kot odrasla gosenica ali buba.
Med najpomembnejše parazite gosenic ipsilon sovke sodijo nematode Hexamermis arvalis ter ličinke muh Archytas cirphis, Bonnetia comta, Eucelatoria armigera in Sisyropa eudryae.. Z jajčeci se hranijo mravlje vrste Lasius neoniger